# Stazione di Villasor
La stazione di Villasor è una stazione ferroviaria al servizio del comune di Villasor, situata lungo la ferrovia Cagliari-Golfo Aranci.

## Storia
Costruito dalla Compagnia Reale delle Ferrovie Sarde, l'impianto fu inaugurato il 1º maggio del 1871, e fu il capolinea del primo tronco di una ferrovia pubblica in Sardegna, il Cagliari-Villasor, inaugurato lo stesso giorno e parte della Dorsale Sarda in corso di realizzazione in quei decenni. Il 4 settembre successivo il secondo blocco della linea fu aperto al traffico, e dalla stazione la linea fu attivata sino a quella di San Gavino.
Le Ferrovie Reali, oltre che costruttrici dell'impianto ne furono anche il primo gestore, ad esse subentrarono in seguito le Ferrovie dello Stato nel 1920, dal 2001 tramite la controllata RFI. Oltre che per il servizio viaggiatori, la presenza di uno zuccherificio a ridosso della stazione tra gli anni sessanta e i duemila, collegato allo scalo da un breve raccordo, rese l'impianto piuttosto attivo anche per il servizio merci. Un secondo raccordo collegava inoltre la stazione con uno stabilimento ortofrutticolo.
Sul finire degli anni ottanta la stazione fu attrezzata con catenarie, essendo stata scelta come capolinea di uno dei due tronchi di prova per la sperimentazione dell'elettrificazione a corrente alternata della rete sarda. Tuttavia l'abbandono del progetto nel 1990 portò alla rimozione di questa infrastruttura nell'intero tronco Sanluri Stato-Villasor, pur permanendo nei pressi dello scalo una delle sottostazioni di alimentazione della linea aerea.
Alcuni anni dopo la dismissione dei raccordi per lo zuccherificio e l'impianto ortofrutticolo, importanti lavori interessarono la stazione nella seconda metà degli anni duemila, correlati al raddoppio del binario sulla Dorsale Sarda tra Decimomannu e San Gavino Monreale. L'impianto fu sottoposto ad una profonda ristrutturazione, con la realizzazione di nuove banchine per il servizio passeggeri e di un sottopassaggio di collegamento tra le stesse. Il fabbricato viaggiatori, già modificato nel dopoguerra, fu sottoposto a lavori di risistemazione, mentre dal punto di vista ferroviario venne dismesso lo scalo merci (la cui area fu trasformata in parcheggio) ed il numero di binari dell'impianto ridotto alla sola coppia di binari di corsa, trasformando de facto la stazione in una semplice fermata. I lavori, almeno dal punto di vista dell'infrastruttura ferroviaria, furono ultimati nell'impianto nel 2010.

## Strutture e impianti

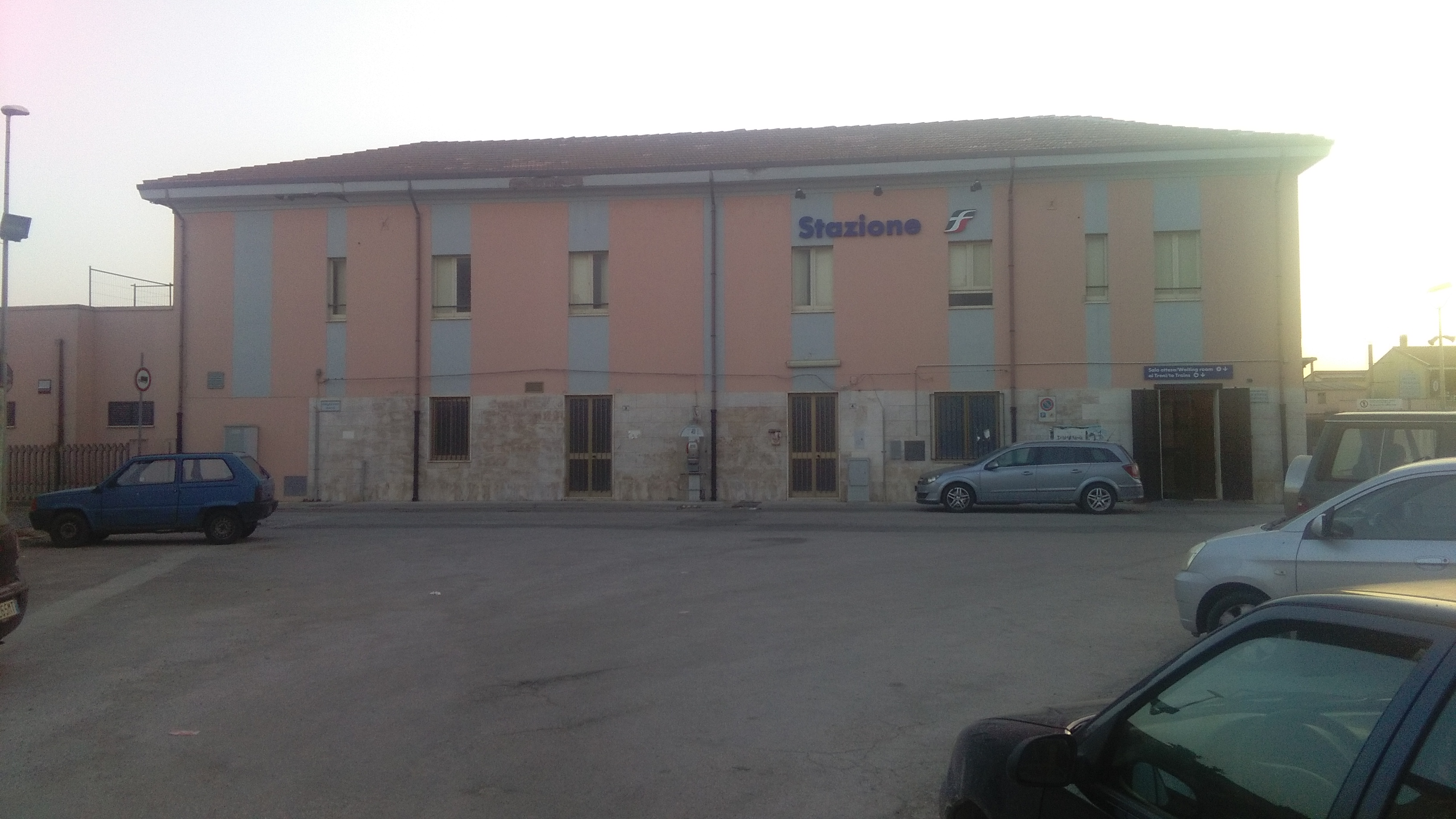
Il fabbricato viaggiatori della stazione visto dal piazzale esterno

La stazione di Villasor, costruita lungo la Cagliari-Golfo Aranci, è attiva per il solo servizio passeggeri. La stazione è dotata di due binari passanti, ognuno dotato di relativa banchina. Tuttavia in passato il numero dei binari era maggiore, prima delle ristrutturazioni legate al raddoppio della linea tra Decimomannu e San Gavino Monreale erano infatti 4 (di cui 3 attrezzati per il servizio di trasporto pubblico) e, nella parte ovest dell'impianto, di uno scalo merci, con la presenza di un piano caricatore (affiancato al binario 4) e di un fabbricato di servizio (ancora presente ma in disuso). Dopo gli interventi di raddoppio le strutture dello scalo merci sono state demolite, facendo spazio in parte ad un nuovo parcheggio della stazione. Dai binari 3 e 4 avevano origine due raccordi, uno che in direzione Cagliari raggiungeva il locale zuccherificio, mentre l'altro a nord raggiungeva l'ex sottostazione elettrica realizzata dalle FS negli anni ottanta per il progetto (poi abbandonato) di elettrificazione della Dorsale Sarda.
Il magazzino merci si trovava su un edificio posto a sud del fabbricato viaggiatori. La costruzione principale della stazione si presenta dopo tali lavori quindi come un edificio di forma allungata, a pianta rettangolare in parte esteso su due piani e in parte sul singolo piano a livello stradale. A pochi metri a nord del fabbricato viaggiatori era inoltre presente un passaggio a livello lungo la ex SS 196, soppresso il 3 giugno 2019, sostituito da due cancelli scorrevoli da utilizzare durante le emergenze.

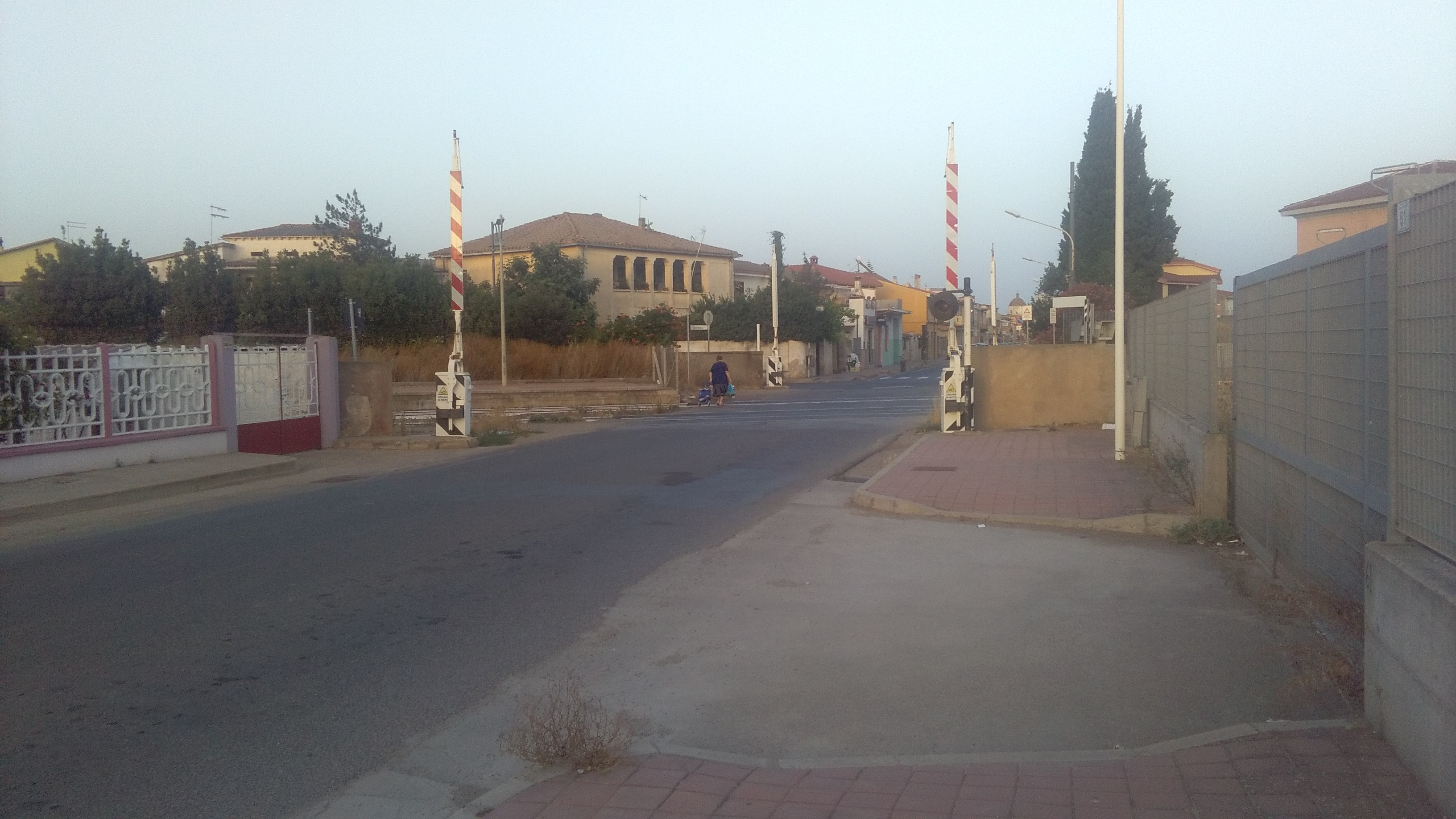
Il passaggio a livello limitrofo alla stazione, soppresso nel 2019

La gestione del movimento avviene ad opera del DCO di Cagliari, l'impianto inoltre non è presenziato.

## Movimento
L'impianto è attivo per il solo servizio passeggeri, ed è collegato dai treni regionali di Trenitalia espletati per conto della Regione Autonoma della Sardegna lungo la Cagliari-Golfo Aranci.

## Servizi
La stazione è classificata in categoria "bronze" da RFI, ed è accessibile all'utenza con disabilità di tipo motorio, visivo ed uditivo. Dal punto di vista dei servizi, l'accesso ai treni è garantito da due banchine poste in posizione periferica ai binari, di cui quella del binario 1 attigua al fabbricato viaggiatori, collegate tramite sottopassaggio pedonale. Nel fabbricato viaggiatori sono ospitati alcuni servizi all'utenza, tra cui una biglietteria automatica, che ha sostituito quella a sportello presente in passato nello scalo.
- Biglietteria automatica
- Sala d'attesa
- Servizi igienici

## Interscambi
Dinanzi allo scalo è presente una fermata degli autoservizi ARST, che collegano il centro con il circondario, con Cagliari e con l'area industriale di Macchiareddu.
- Fermata autobus